# Premiul Bram Stoker pentru cea mai bună ficțiune scurtă
Premiul Bram Stoker pentru cea mai bună  ficțiune scurtă (Bram Stoker Award for Best Short Fiction) este un premiu anual acordat de Horror Writers Association (HWA) pentru cel mai bună operă literară de ficțiune scurtă de fantezie întunecată și literatură de groază.

## Câștigători și nominalizări
Următoarea este o listă de câștigători și nominalizări ale premiului Bram Stoker pentru cea mai bună ficțiune scurtă.

### Povestire
- 1987: "The Deep End" de Robert R. McCammon
  - "Friend's Best Man" de Jonathan Carroll
  - "This Old Man" de Charles L. Grant
  - "Day-Tay-Vao" de F. Paul Wilson
  - "Traps" de F. Paul Wilson
- 1988: "Night They Missed the Horror Show" de Joe R. Lansdale
  - "The Thing at the Top of the Stairs" de Ray Bradbury
  - "She's a Young Thing and Cannot Leave Her Mother" de Harlan Ellison
  - "The Music of the Dark time" de Chet Williamson
  - "Jack's Decline" de Lucius Shepard
  - "Nobody Lives There Now" de Carol Orlock
- 1989: "Eat Me" de Robert R. McCammon
  - "A Sad Last Love at the Diner of the Damned" de Edward Bryant
  - "Bodies and Heads" de Steve Rasnic Tem
  - "Each Night, Each Year" de Kathryn Ptacek
  - "'Yore Skin's Jes's Soft 'n Purdy' He Said" de Chet Williamson
- 1990: "The Calling" de David B. Silva
  - "Back Windows" de Steve Rasnic Tem
  - "But You'll Never Follow Me" de Karl Edward Wagner
  - "From the Papers of Helmut Hecher" de Chet Williamson
  - "The Loneliest Number" de Edward Bryant
- 1991: "Lady Madonna" de Nancy Holder
  - "The Ash of Memory, the Dust of Desire" de Poppy Z. Brite
  - "Love Doll: A Fable" de Joe R. Lansdale
  - "The Braille Encyclopaedia" de Grant Morrison
  - "Wolf Winter" de Maxine O'Callaghan
  - "Richard's Head" de Al Sarrantonio
- 1992: "This Year's Class Picture" de Dan Simmons
  - "Farm Wife" de Nancy Kilpatrick
  - "Did They Get You to Trade?" de Karl Edward Wagner
  - "Come One, Come All" de Gahan Wilson
  - "Bright Lights, Big Zombie" de Douglas E. Winter
- 1993: "I Hear the Mermaids Singing" de Nancy Holder
  - "Death Fiend Guerrillas" de William S. Burroughs
  - "Distances" de Sherman Alexie
  - "The Dog Park" de Dennis Etchison
  - "Pain Grin" de Wayne Allen Sallee
- 1994: "The Box" de Jack Ketchum (împărțit)
- 1994: "Cafe Endless: Spring Rain" de Nancy Holder (împărțit)
  - "Mr. Torso" de Edward Lee
  - "Things of Which We Do Not Speak" de Lucy Taylor
- 1995: "Chatting With Anubis" de Harlan Ellison
  - "Becky Lives" de Harry Crews
  - "The Bungalow House" de Thomas Ligotti
  - "The Death of the Novel" de William Browning Spencer
- 1996: "metalica" de P.D. Cacek
  - "The Slobbering Tongue That Ate the Frightfully Huge Woman" de Robert Devereaux
  - "The Secret Shih Tan" de Graham Masterton
  - "The House of Mourning" de Brian Stableford
  - "Plan 10 from Inner Space" de Karl Edward Wagner
- 1997: "Rat Food" de Edo van Belkom & David Nickle
  - "I Am Infinite, I Contain Multitudes" de Douglas Clegg
  - "A Plague on Both Your Houses" de Scott Edelman
  - "Madame Babylon" de Brian Hodge

### Ficțiune scurtă
- 1998: "The Dead Boy at Your Window" de Bruce Holland Rogers
  - "Blues-Born" de Tina L. Jens
  - "Autopsy Room Four" de Stephen King
  - "The Rug" de Edo van Belkom
- 1999: "Aftershock" de F. Paul Wilson
  - "The Grave" de P.D. Cacek
  - "The Entertainment" de Ramsey Campbell
  - "Halloween Street" de Steve Rasnic Tem
- 2000: "Gone" de Jack Ketchum
  - "Dead Cat Bounce" de Gerard Daniel Houarner
  - "Fallen Angel" de Robert J. Sawyer
  - "Mexican Moon" de Karen E. Taylor
- 2001: "Reconstructing Amy" de Tim Lebbon
  - "I Am Your Need" de Mort Castle
  - "The Haunt" de Jack Ketchum
  - "Whose Puppets, Best and Worst, Are We?" de David B. Silva
- 2002: "The Misfit Child Grows Fat on Depair" de Tom Piccirilli
  - "Disappearances" de Mort Castle
  - "The Green Man" de Christopher Fowler
  - "The Plague Species" de Charlee Jacob
  - "Details" de China Miéville
- 2003: "Duty" de Gary A. Braunbeck
  - "The Last Supper" de Scott Edelman
  - "Harvey's Dream" de Stephen King
  - "The Haunting" de Joyce Carol Oates
  - "The Red Bow" de George Saunders
- 2004: "Nimitseahpah" de Nancy Etchemendy
  - "Just Out of Reach" de Gary A. Braunbeck
  - "A Madness of Starlings" de Douglas Clegg
  - "Hunting Meth Zombies in the Great Nebraskan Wasteland" de John Farris
  - "Singing My Sister Down" de Margo Lanagan
  - "Guts" de Chuck Palahniuk
- 2005: "We Now Pause for Station Identification" de Gary A. Braunbeck
  - "Haeckel's Tale" de Clive Barker
  - "As Others See Us" de Mort Castle
  - "Times of Atonement" de Yvonne Navarro
  - "Invisible" de Steve Rasnic Tem
- 2006: "Tested" de Lisa Morton
  - "FYI" de Mort Castle
  - "Feeding the Dead Inside" de Yvonne Navarro
  - "Balance" de Gene O'Neill
  - "31/10" de Stephen Volk
- 2007: "The Gentle Brush of Wings" de David Niall Wilson
  - "The Death Wagon Rolls on By" from C. Dean Andersson
  - "Letting Go" de John Everson
  - "The Teacher" de Paul G. Tremblay
  - "There's No Light Between Floor" de Paul G. Tremblay
  - "Closet Dreams" de Lisa Tuttle
- 2008: "The Lost" de Sarah Langan
  - "Petrified" de Scott Edelman
  - "The Dude Who Collected Lovecraft" de Nick Mamatas and Tim Pratt
  - "Evidence of Love in A Case of Abandonment" de M. Rickert
  - "Turtle" de Lee Thomas
- 2009: "In the Porches of My Ears" de Norman Prentiss
  - "Keeping Watch" de Nate Kenyon
  - "The Crossing of Aldo Ray" de Weston Ochse
  - "The Night Nurse" de Harry Shannon
- 2010: "The Folding Man" de Joe R. Lansdale
  - "Return to Mariabronn" de Gary A. Braunbeck
  - "1925; A Fall River Halloween" de Lisa Mannetti
  - "In the Middle of Poplar Street" de Nate Southard
  - "Final Draft" de Mark W. Worthen
- 2011: "Herman Wouk is Still Alive" de Stephen King
  - "Her Husband's Hands" de Adam-Troy Castro
  - "Hypergraphia" de Ken Lillie-Paetz
  - "Graffiti Sonata" de Gene O'Neill
  - "Home" de George Saunders
  - "All You Can Do Is Breathe" de Kaaron Warren
- 2012: "Magdala Amygdala" de Lucy Snyder
  - "Surrounded by the Mutant Rain Forest" de Bruce Boston
  - "Bury My Heart at Marvin Gardens" de Joe McKinney
  - "Righteous" de Weston Ochse
  - "Available Light" de John Palisano
- 2013: "Night Train to Paris" de David Gerrold [3]
  - "Primal Tongue" de Michael Bailey
  - "Snapshot" de Patrick Freivald
  - "The Hunger Artist" de Lisa Mannetti
  - "The Geminis" de John Palisano
  - "Code 666" de Michael Reaves
- 2014: "The Vaporization Enthalpy of a Peculiar Pakistani Family" de Usman T. Malik (împărțit)[4]
- 2014: "Ruminations" de Rena Mason (împărțit)
  - "Hot Tub" de Hal Bodner
  - "Baby's Breath" de Sydney Leigh
  - "Splinterette" de John Palisano
  - "The Floating Girls: A Documentary" de Damien Angelica Walters
- 2015: "Happy Joe's Rest Stop" de John Palisano[5]
  - "All the Day You'll Have Good Luck" de Kate Jonez
  - "The Algernon Effect" de Gene O'Neill
  - "Sing Me Your Scars" de Damien Angelica Walters
  - "Hungry Daughters of Starving Mothers" de Alyssa Wong